# عبد الرحمن بن أحمد السديري
عبد الرحمن بن أحمد السديري، من الأمراء الذين تولوا إمارة الجوف في فترة حكم الملك عبدالعزيز آل سعود.

## نشأته
ولد عبد الرحمن السديري في بلدة الغاط في سنة 1338هـ/1919م، وتلقى تعليمه على يد الكتاتيب، من خلال مشائخ بلدته والعديد من الوافدين إلى البلدة، وفي الخامس من شهر رمضان سنة 1362هـ/1943م في فترة حكم الملك عبد العزيز، وكان يبلغ من العمر الرابعة والعشرين، وعُين السديري أميراً على منطقة الجوف، واستمر بالمنصب مدة ثمانية وأربعين عاماً حتى استأذن باعتزال المنصب في 1/ 7/ 1410هـ، وقد وجه له الملك فهد بن عبدالعزيز آل سعود خطاباً يشكر فيه جهوده على ماقدمه، وفي اليوم التالي صدر الأمر الملكي الصادر برقم 1/ 173 وبتاريخ 1/ 7/ 1410هـ يقضي بتعيين ابنه سلطان خلفاً له في الأمارة.

## أعماله
- شارك بالمفاوضات السياسية للحدود الشمالية للمملكة، وفي اجتماعات امراء المناطق
- سعى إلى تجسيد رغبته في تنمية المنطقة؛ فقام بتأسيس مؤسسة خيرية تحمل أسمه، ومن أبرز ماقامت به المؤسسة أن قامت ببناء مدارس وفندق، ومكتبة عامة للرجال وأخرى للنساء أُطلق عليها دار الجوف للعلوم عام 1382هـ/1962م تُعنى بتاريخ المنطقة وتراثها وتدوين كل ما يتعلق بدراسات الرحالة والمستشرقين.
- جعل مزرعته الخاصة في الجوف مدرسه تطبيقية لخدمة التجارب الزراعية المناسبة لبيئة المنطقة، وقام بعمل مسابقة للمزارعين من عام 1385هـ/1965م، حيث تُقدم الجائزة للإنتاج الزراعي، وتنظيم البساتين
- اهتم بإقامة سباقات الهجن وما يصاحبها من مناشط كمعارض السجاد والمنسوجات التي تُحاك بإيدي نسائية محلية
- حرص على تدوين تاريخ منطقة الجوف وفيها دومة الجندل أحد أهم الأثار بالمملكة، فأشرف على وضع كتاب بعنوان: الجوف وادي النفاخ، صُدر عام 1406هـ/1986م، حيث تمت ترجمته إلى اللغة الإنجليزية مع تخصيص ريعه للأهداف الخيرية
- صدر له ديوان القصائد المطبوع عام 1403هـ/1983م، والمكون من 350 صفحة، وتضمن نحو مئة قصيدة، صُنفت في خمسة فصول.[2]، وله قصيدة طويلة منها ما قال:

## وفاته
توفي مطلع عام 1427هـ/2006م، ولهُ من الأبناء خمسة وثماني من البنات.

## انظر ايضاً
- الجوف
- محمد بن أحمد السديري

## وصلات خارجية
- إلى روح والدي عبد الرحمن بن أحمد السديري (رحمه الله).